# Son House
Eddie James House, Jr. (Lyon, Misisipi, 21 de marzo de 1902-19 de octubre de 1988), más conocido como Son House, fue un guitarrista y cantante estadounidense de blues.

## Biografía
House nació en Riverton, localidad cercana a Clarksdale, Misisipi, siendo el hermano mediano de 17. A los ocho años de edad, y tras la separación de sus padres, se trasladó a Tallulah, Luisiana, junto a su madre. Durante su adolescencia, quiso convertirse en un predicador bautista, iniciándose a los quince años. Inspirado por el trabajo de Willie Wilson, House se vio atraído por el blues, a pesar de la oposición de la Iglesia acerca de este estilo musical por los pecados que lo rodeaban, comenzando a tocar la guitarra a mediados de la década de 1920. Trabajó hasta 1942 en Robinsonville, Misisipi, con músicos como Charley Patton, Willie Brown, Robert Johnson, Fiddlin' Joe Martin y Leroy Williams.
Tras asesinar a un hombre, en supuesta defensa propia, pasó un tiempo en la Prisión del Estado de Misisipi, durante los años 1928 y 1929.
Son House realizó grabaciones en 1930 para la compañía discográfica Paramount Records y para Alan Lomax (perteneciente a la Biblioteca del Congreso) en 1941 y 1942. Posteriormente desapareció de la escena musical hasta la década de 1960 (periodo caracterizado por el resurgir del country blues), cuando, tras una búsqueda iniciada por Nick Perls, Dick Waterman y Phil Spiro en la región del Delta del Misisipi, fue "redescubierto" en 1964 en Rochester, Nueva York, localidad en la que vivía desde 1943; House estaba retirado de la escena musical y trabajaba para la New York Central Railroad, siendo completamente ajeno al entusiasmo internacional que reinaba por la reedición de sus primeras grabaciones. Debido a ello, inició una serie de giras musicales por Estados Unidos y Europa, realizado grabaciones para la compañía CBS. Al igual que Mississippi John Hurt, actuó en el Newport Folk Festival en 1964, en el New York Folk Festival de 1965, en la gira europea del verano de 1970 junto a Skip James y Bukka White y en el Festival de Jazz de Montreux de ese mismo año. 
Los últimos años de su vida estuvieron caracterizados por la enfermedad, volviendo a retirarse de la escena musical en 1974 trasladándose a Detroit, Míchigan, lugar donde residiría hasta su fallecimiento debido a un cáncer de laringe. Fue enterrado en el Mt. Hazel Cemetery. Los miembros de la Sociedad de Blues de Detroit, realizaron una serie de conciertos benéficos para recaudar dinero con el fin de construir una estatua en la tumba de Son House.
El estilo musical innovador de House se caracteriza por utilizar ritmos fuertes, marcados y repetitivos, junto a una forma de cantar que recuerda los lamentos de las chain gang (grupos de prisioneros). House influenció ampliamente a Muddy Waters y Robert Johnson, siendo este último el que llevaría la música de House a otras audiencias; fue precisamente House quien, en una conversación con admiradores en la década de 1960, expandió la leyenda de que Johnson había vendido su alma al diablo a cambio de poder tocar la guitarra de forma magistral. House ha influenciado a músicos actuales como White Stripes, quienes realizaron una versión de su canción "Death Letter" en el disco "De Stijl", interpretando dicha canción en la ceremonia de entrega de los premios Grammy de 2004. Los White Stripes también incorporaron secciones de la canción tradicional de Son House "John the Revelator" en la canción "Cannon" de su disco "The White Stripes".

## Discografía
Las grabaciones de Son House se engloban en cuatro categorías: un número pequeño de canciones (de 6 a 10) fueron grabadas en 1930 para la compañía discográfica Paramount Records, grabando muchas de ellas con el mismo nombre, como por ejemplo las dos partes de la canción "My Black Mama". 19 canciones grabadas por Alan Lomax en 1941 y 1942, sin carácter comercial, grabaciones de estudio desde 1965 y grabaciones en directo, del mismo periodo.
- "The Complete Library Of Congress Sessions" (1964) Travelin' Man Cd 02
- "Blues From The Mississippi Delta" (1964) Folkways 2467
- "The Legendary Son House: Father Of The Delta Blues" (1965) Columbia 2417
- "In Concert" (Oberlin College, 1965) Stack-O-Hits 9004
- "Delta Blues (1941-1942)" Smithsonian 31028
- "Son House & Blind Lemon Jefferson (1926-1941)" Biograph 12040
- "Son House - The Real Delta Blues" (Grabaciones de los años 1964 y 1965) Blue Goose Records 2016
- "Son House & The Great Delta Blues Singers" (Con Willie Brown) Document Cd 5002
- "Son House At Home : Complete 1969" Document 5148
- "Son House" (Biblioteca del Congreso) Folk Lyric 9002
- "John The Revelator" Liberty 83391
- "American Folk Blues Festival '67" (1 Cut) Optimism Cd 2070
- "Son House - 1965-1969" (Principalmente apariciones en televisión) Private Record Pr-01
- "Son House - Father Of The Delta Blues : Complete 1965" Sony/Legacy Cd 48867
- "Living Legends" (1966) Verve/Folkways 3010
- "Real Blues" (1964) Takoma 7081
- "John The Revelator" (1970)Sequel Cd 207
- "Great Bluesmen/Newport" (1965) Vanguard Cd 77/78
- "Blues With A Feeling" (1965) Vanguard Cd 77005
- "Son House/Bukka White - Masters Of The Country Blues" Yazoo Video 500 :
- "Delta Blues And Spirituals" (1995)
- "In Concert (Live)" (1996)
- "Live At Gaslight Cafe, 1965" (2000)
- "New York Central Live" (2003)
- "Delta Blues (1941-1942)" (2003)
- "Proper Introduction to Son House" (2004) (Contiene todo el material grabado durante los años 1930, 1940 y 1941)

## Curiosidades y tributos
- El cantante y compositor francés Francis Cabrel, cita a Son House en su canción "Cent Ans de Plus" del disco de 1999 "Hors-Saison". Cabrel referencia al artista como una de sus influencias del blues, junto a Charley Patton, Blind Lemon, Robert Johnson, Howlin' Wolf, Blind Blake, Willie Dixon y Ma Rainey.
- Andrew Bird versionó la canción "Grinnin'" de Son House en su disco "Fingerlings 3". Asimismo esta misma canción fue revelada por Jack White como su favorita de todos los tiempos en el documental de 2008 I Might Get Loud[1]